# Wellenstein
Wellenstein (luxemburgisch Wellesteenⓘ, örtlich Welleschten) ist eine Ortschaft der luxemburgischen Gemeinde Schengen. Bis Ende 2011 war Wellenstein der Hauptort der gleichnamigen Gemeinde, die zum Kanton Remich gehörte. Die Gemeinde Wellenstein wurde zum 23. November 2011 mit den Gemeinden Bürmeringen und Schengen zu einer neuen Gemeinde fusioniert, die den Namen Schengen erhielt.

## Zusammensetzung der früheren Gemeinde
Die frühere Gemeinde bestand aus den Ortschaften:
- Bech-Kleinmacher,
- Schwebsingen,
- Wellenstein.